# N580 (België)
De N580 is een gewestweg in België tussen Montigny-le-Tilleul (N579) en Bomerée (N53). De weg heeft een lengte van iets meer dan 2 kilometer.
De gehele weg bestaat uit twee rijstroken voor beide richtingen samen. Er is echter vrijwel nergens middenbelijning. De weg doet alleen de plaatsen Montigny-le-Tilleul en Bomerée aan.
Op sommige kaarten wordt deze weg aangeduid als N580a. Dit komt doordat de N580 eerder een verbinding was tussen Montigny-le-Tilleul en Landelies. Deze weg draagt nu echter het nummer T580.